# John Ikenberry
Gilford John Ikenberry (n. 5 octombrie 1954) este un teoretician al relațiilor internaționale și al politicii externe a Statelor Unite, și „profesor Albert G. Milbank” de politică și afaceri internaționale la Universitatea Princeton.  Este cunoscut pentru lucrările sale despre teoria liberală a relațiilor internaționale, cum ar fi cărțile După victorie (2001) și Leviatanul liberal (2011), netraduse încă în română. A fost descris ca fiind „cel mai important om de știință din lume în domeniul ordinii internaționale liberale”.

## Carieră
După ce a obținut licența la Universitatea Manchester, Indiana⁠(d) și doctoratul la Universitatea din Chicago în 1985, Ikenberry a devenit profesor asistent la Princeton, unde a rămas până în 1992. A plecat apoi la Universitatea din Pennsylvania, unde a predat între 1993 și 1999, fiind codirector al Institutului Lauder între 1994 și 1998, iar din 1996 a fost profesor vizitator la Universitatea Catolică din Milano, Italia. În 2001 s-a mutat la Universitatea Georgetown, devenind profesorul Peter F. Krogh de geopolitică și justiție globală în Școala de servicii străine Edmund A. Walsh. S-a întors la Princeton în 2004, devenind profesorul Albert G. Milbank de politică și afaceri internaționale în Școala Woodrow Wilson de afaceri publice și internaționale. În perioada 2013-2014, Ikenberry a fost profesor vizitator Eastman la College-ul Balliol, Universitatea din Oxford.
Ikenberry a făcut parte din staff-ul de planificare a politicii departamentului de stat din 1991 până în 1992. 

## Opinii
Ikenberry este cunoscut pentru criticile sale vii la ceea ce a descris ca fiind „strategia neoimperială⁠(d) grandioasă” a SUA în cadrul administrației Bush. Critica sa este în principal una pragmatică, argumentând că SUA nu ar trebui să evite imperialismul ca o chestiune de principiu, ci mai degrabă că nu este într-o poziție de a reuși într-un proiect imperial. El susține că o astfel de strategie, în loc să permită o război împotriva terorismului mai eficient și să păstreze pacea internațională⁠(d), va îngrădi aliații americani, va slăbi instituțiile internaționale și va provoca un contra-atac violent, inclusiv terorism, la nivel internațional.
În schimb, în articolul său „Ascensiunea Chinei și viitorul Vestului”, apărut în revista Foreign Affairs⁠(d), Ikenberry sugerează întărirea și reinvestirea în instituțiile și regulile existente ale ordinii conduse de SUA. El argumentează că primul lucru pe care SUA trebuie să-l facă este să se reafirme ca cel mai important susținător al sistemului global care stă la baza ordinii Vestice. În această viziune, atunci când alte țări văd SUA folosind puterea sa pentru a întări regulile și instituțiile existente, autoritatea SUA va fi întărită deoarece vor deveni mai dispuse să lucreze în colaborare cu puterea SUA. În al doilea rând, SUA ar trebui să actualizeze pactele cheie de securitate din perioada post-război, precum NATO și alianțele est-asiatice din Washington. Când SUA oferă securitate, aliații SUA, în schimb, vor opera în cadrul ordinii Vestice. În al treilea rând, SUA ar trebui să-și reînnoiască sprijinul pentru instituțiile multilaterale extinse.

### Internaționalismul liberal
Paradigma preferată a lui Ikenberry pentru descrierea unui mediu favorabil democrațiilor liberale este internaționalismul liberal. Acesta se caracterizează prin pragmatism, oportunism și nevoie constantă de reformă. Ikenberry vede necesitatea protejării democrației liberale într-o lume plină de tiranie, brutalitate și intoleranță. Internaționalismul liberal înseamnă apărarea democrației și diminuarea vulnerabilităților comune create paradoxal de cooperare .
Ikenberry mai argumentează că interpretarea alternativă a internaționalismului liberal explică mai bine cum a funcționat securitatea internațională în secolul Concertului European și că este mai relevantă pentru lumea de astăzi. Guvernările iliberale ale Chinei și Rusiei reprezintă o amenințare la adresa democrației liberale și își ating scopurile prin instrumente hibride. Acestea pot deteriora potențialul integrativ al internaționalismului liberal și pot influența liniile de forță ale democrației. Naționalismul radical și populismul au devenit amenințări la adresa democrației, în special în interiorul spațiului occidental. Rezistența internă la aceste deviații de la principiile democrației este insuficientă, iar Statele Unite, liderul lumii democratice, a dat semnale că nu mai dorește să garanteze "siguranța lumii democratice" din cauza costurilor uriașe. Realismul a înlocuit idealismul și aceasta este noua realitate a lumii în care trăim . Potrivit lui Ikenberry, Statele Unite nu pot opri creșterea Chinei, dar pot asigura limitarea exercitării puterii chineze prin intermediul regulilor și instituțiilor elaborate împreună cu aliații lor, în scopul protejării intereselor tuturor țărilor în viitor .

## Opera
- After Victory: Institutions, Strategic Restraint, and the Rebuilding of Order after Major Wars
- Liberal Leviathan: The Origins, Crisis, and Transformation of the American System
- A World Safe for Democracy: Liberal Internationalism and the Crises of Global Order